# Blue Ivy Carter
Blue Ivy Carter, född 7 januari 2012 i New York, är en amerikansk skådespelare och sångare. Hon är dotter till artisterna Jay-Z och Beyonce Knowles.
Carter har bland annat medverkat i flera av sin mors musikvideor. Hon har även medverkat filmerna Life is But a Dream och Mufasa: Lejonkungen.

## Filmografi (i urval)
- 2013 – Life is But a Dream
- 2024 – Mufasa: Lejonkungen